# Norvellina bicolorata
Norvellina bicolorata är en insektsart som beskrevs av Ball 1905. Norvellina bicolorata ingår i släktet Norvellina och familjen dvärgstritar. Utöver nominatformen finns också underarten N. b. inflata.